# Stefan Everts
Stefan Everts (Bree, 1972. november 25. –) többszörös világbajnok belga motokrosszversenyző.

## Élete
1972. november 25-én született Belgiumban(Bree). Édesapja Harry Everts 1975, 250cc motokrossz világbajnok nyomdokait követte. Karrierje 1988-ban kezdődött, amikor első bajnoki címét szerezte egy Suzukival. A 125-ös Belga Junior Bajnoknak ennél persze nagyratörőbb tervei voltak, ezért a következő esztendőben nekivágott a vb-nek.
Sok idő nem kellett, hogy a nagyok között emlegessék, hiszen 1990-ben VB 3., majd 1991-ben világbajnok lett a 125-ös kategóriában.
Ideje volt tehát feljebb lépni a 250-be, s az 1993-1994-es vb 2. helyezés után, 1995-ben egy Kawasaki nyergében végre a fejére került a korona. A következő esztendőben Hondára váltott és sikerült is megtartania világbajnoki címét egészen 1998-ig, amikor Tortellivel viaskodott a királyságért, végül azonban alul maradt a csatározásban. 1999-ben súlyos sérülést szenvedett, és csupán 1 futamon tudott nyerni, de a következő év sem alakult számára szerencsésen, hiszen többször volt kórházban, mint versenyeken.
A 2001-es esztendő volt a nagy visszatérése, hiszen mindhárom kategóriában megkoronázták. Ugyanebben az esztendőben kezdte használni a 72-es rajtszámot.
2002-ben megszerezte 6. világbajnoki címét, ami nem volt éppenséggel könnyű feladat, hiszen többet küzdött Yamahájával, mint ellenfeleivel. Szenzációs esztendő következett ezután, hiszen 8 futamgyőzelmet aratott, és az első versenyző volt, aki egyetlen nap, mindhárom kategóriában a dobogó felső fokán állhatott. Ugyanebben az évben született meg fia, Liam, így a 2003-as év különösen felejthetetlen volt számára.

## Rekordok és Díjak
- 10-szeres világbajnok
- összesen 101 GP győzelem

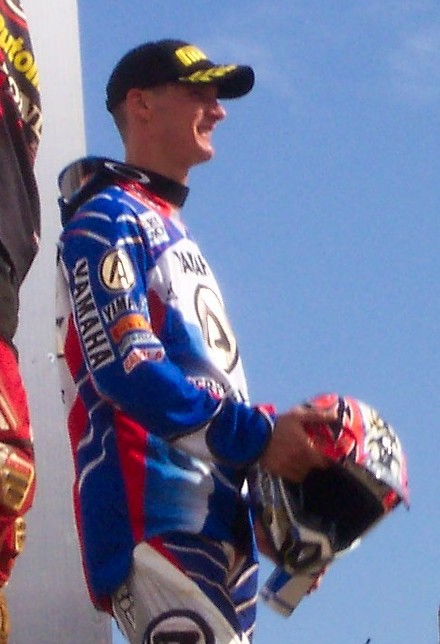

- 2003-ban mindhárom kategóriában dobogós
- egyetlen versenyző aki az összes nagy japán gyártó motorjával világbajnok(Suzuki, Kawasaki, Honda és Yamaha).

## Karrier
- 1990: Belga bajnok, 125cc (Suzuki)
- 1991: Világbajnok, 125cc - győztes 5 GP's; Belga bajnok, 125cc; Legfiatalabb világbajnok (Suzuki)
- 1993: Belga bajnok, 250cc (Suzuki)
- 1995: Világbajnok, 250cc - győztes 5 GP's (Kawasaki)
- 1996: Világbajnok, 250cc - győztes 5 GP's (Honda)
- 1997: Világbajnok, 250cc - győztes 9 GP's (Honda)
- 1998: Belga bajnok, 250cc (Honda)
- 2001: Világbajnok, 500cc - győztes 7 GP's; Az első versenyző aki világbajnok lett mind a 4 Japán márkával  (Yamaha)
- 2002: Világbajnok, 500cc - győztes 4 GP's (Yamaha)
- 2003: Világbajnok, Motokrossz GP - győztes 8 GP's (Yamaha)
- 2004: Világbajnok, Motokrossz GP - győztes 7 GP's (Yamaha)
- 2005: Világbajnok, MX1 - győztes 8 GP's; Belga bajnok (Yamaha)
- 2006: Világbajnok, MX1- győztes 12 GP's  (Yamaha)

## 2005-2006-os szezon
| Év   | BEL Z | ESP | POR | BEL Na | GER T | JPN | BUL | ITA | GBR | FRA | SWE | RSA | BEL Ni | CZE | GER D | GBR I | NED | IRL |
| ---- | ----- | --- | --- | ------ | ----- | --- | --- | --- | --- | --- | --- | --- | ------ | --- | ----- | ----- | --- | --- |
| 2005 | 1     | 5   | 1   | 1      | 4     | 1   | -   | 2   | 1   | 4   | 3   | 2   | 3      | 2   | 1     |       | 1   | 1   |
| 2006 | 1     | 1   | 1   |        | 1     | 1   | 1   | 1   | 1   | X   | 1   | 1   | X      |     | X     | X     | 1   | 2   |

## Lásd még
- Motokrossz
- Motokrossz-versenyzők listája
- Motokrossz-világbajnok versenyzők listája
- Motokrossz-világbajnokság